# 北東部選挙区 (アイスランド)
北東部選挙区（アイスランド語: Norðausturkjördæmi）とは、アイスランドの選挙区（アイスランド語: kjördæmi）全6区のうちの1区である。
中心都市はアークレイリ。

## 地理
北西部選挙区、南部選挙区に隣接している。この選挙区には多くの氷河が含まれている。具体的には、スラウンダル氷河、トゥングナフェルス氷河などであり、選挙区の南西端はヴァトナ氷河の北部となっている。

## 行政

### 構成地域
22の基礎自治体、5の県（シスラ）、2の地方を含む。
- 基礎自治体: アークレイリ, en:Borgarfjarðarhreppur, en:Breiðdalshreppur, ダールヴィーク, en:Djúpivogur, en:Eyjafjarðarsveit, en:Fjallabyggð, en:Fjarðabyggð, en:Fljótsdalshérað, en:Fljótsdalshreppur, en:Grýtubakkahreppur, en:Hörgársveit, en:Langanesbyggð, en:Norðurþing, セイジスフィエルズル, en:Skútustaðahreppur, en:Svalbarðshreppur, en:Svalbarðsstrandarhreppur, en:Þingeyjarsveit, en:Tjörneshreppur, ヴォプナフィエルズル
- 県（シスラ）: en:Eyjafjarðarsýsla, en:Norður-Múlasýsla, en:Suður-Múlasýsla, en:Norður-Þingeyjarsýsla, en:Suður-Þingeyjarsýsla
- 地方: 東部地方（一部は南部選挙区に属する）、北東部地方

### 都市
町 (town) の地位を有する（人口1,000人以上またはそれに準ずる）集落は12。人口順に並べると以下のようになる。

| - アークレイリ (17,481) - フーサヴィーク (2,296) - レイザルフィヨルズル (2,238) - エイイルススタジル (2,200) | - ダールヴィーク (1,800) - シグルフィヨルズル (1,438) - ネスコイプスタズル (1,400) - en:Eskifjörður (1,068) | - オウラフスフィエルズル (946) - セイジスフィエルズル (802) - ヴォプナフィエルズル (682) - en:Fáskrúðsfjörður (611) |